# NGC 2477
إن جي سي 2477 (NGC 2477) هو عنقود مفتوح في كوكبة الكوثل. أنه يحتوي على حوالي 300 نجمة، و اكتشفت من قبل نيكولاس لويس دو لكيل في عالم 1751. يقدر عمر المجموعة بنحو 700 مليون سنة.

## وصلات خارجية
- NGC 2477 على موقع ويكي سكاي: DSS2, SDSS, GALEX, IRAS, Hydrogen α, X-Ray, Astrophoto, Sky Map, Articles and images